# Jasper megye (Georgia)
Jasper megye az Amerikai Egyesült Államokban, azon belül Georgia államban található. Megyeszékhelye és legnagyobb városa Monticello. Lakosainak száma 14 588 fő (2020. április 1.). Jasper megye Morgan, Jones, Putnam, Newton, Butts és Monroe megyékkel határos.

## Népesség
A megye népességének változása:
| Lakosok száma | 13 899 | 13 785 | 13 614 | 13 601 | 13 635 | 14 588 |
|               | 2010   | 2011   | 2012   | 2013   | 2015   | 2020   |